# Polska Chrystusowa
Polska Chrystusowa – rocznik redagowany i wydawany przez Ludwika Królikowskiego, zawierający  niemal wyłącznie jego artykuły. Wychodził w latach 1843, 1844 i 1846 we Francji. Wydawała je Oficyna Sławiańska w Paryżu. 
Pismo poświęcone było zasadom społecznym. Królikowski szerzył w nim swoją interpretację ewangelii: mesjanistyczną wizję przyszłego, religijnie uzasadnianego komunizmu, który miał być Królestwem Bożym na Ziemi.
„Polska Chrystusowa” stała się głośna wśród paryskiej emigracji, idee Królikowskiego komentował m.in. Adam Mickiewicz podczas wykładów w Collège de France.